# Графитовый реактор X-10
Графитовый реактор X-10 (англ. X-10 Graphite Reactor; X-10 Pile, также Клинтонская поленница, Clinton Pile) — второй в мире искусственный ядерный реактор (после Чикагской поленницы), первый реактор, спроектированный и построенный для постоянного функционирования и производства плутония для ядерных бомб. Располагался в Ок-Риджской национальной лаборатории, работы по созданию и запуску велись под руководством Энрико Ферми.
Когда президент Рузвельт в декабре 1942 года инициировал создание Манхэттенского проекта, в местечке под названием Ок-Ридж в восточной части Теннесси уже был расположен Клинтонский инженерный завод, и здесь планировалось создание экспериментального реактора на воздушном охлаждении, пилотной станции химического разделения изотопов и вспомогательного оборудования. Графитовый реактор X-10, спроектированный и построенный за 11 месяцев, был запущен 4 ноября 1943 года. Реактор преобразовывал 238U в новый элемент, 239Pu, путём облучения первого нейтронами, полученными при делении 235U, то есть выступал в роли реактора-размножителя.
Реактор состоял из огромного блока графита, занимавшего в длину и высоту 24 фута (7,3 метра), окружённого несколькими футами плотного бетона в качестве защитной оболочки. В блоке было 1248 горизонтальных ромбовидных каналов, в которых ряды топливных стержней образовывали длинные пучки. Внутри каналов стержни со всех сторон обдувались воздухом. По истечении срока эксплуатации операторы загружали новые стержни, проталкивая их в каналы со лицевой стороны реактора, а облучённые стержни выталкивались с обратной стороны и по наклонному жёлобу попадали в бассейн с водой. Через несколько недель хранения в бассейне для уменьшения радиоактивности, стержни доставлялись на станцию химического разделения.
Реактор поставлял Лос-Аламосской национальной лаборатории первые значительные количества плутония. Исследования деления плутония в этих реакторных образцах привели к существенному усовершенствованию схемы бомбы (см. «Худыш»). Станция химического разделения для X-10 доказала применимость фосфата висмута для процесса разделения, что было использовано на аналогичных станциях в Хэнфорде уже в полном масштабе. Наконец, реактор и станция разделения дали бесценный опыт инженерам, техникам, операторам и инспекторам безопасности, которые затем продолжили работу в Хэнфорде.
После окончания войны реактор X-10 стал первым производственным комплексом по производству радиоактивных изотопов для мирного использования. 2 августа 1946 года руководитель лаборатории Юджин Вигнер подарил главному врачу Бесплатной больницы по лечению кожных болезней и рака имени Барнарда в Сент-Луисе небольшой контейнер с 14С для применения в медицинских целях. Последующие поставки радиоизотопов, в первую очередь 131I, 32P и углерода-14, предназначались для научных, медицинских, производственных и сельскохозяйственных нужд.
Остановлен в 1963 году, после 20 лет использования. В 1966 году реактор был назван национальным историческим памятником США. В 1969 году Американское общество металлов причислило его к архитектурным памятникам за вклад в развитие материаловедения. В 2008 году он был причислен Американским химическим обществом к национальным архитектурным памятникам по истории химии. Пульт управления и лицевую сторону реактора можно увидеть в ходе плановых экскурсий, организуемых Американским музеем науки и энергетики (American Museum of Science and Energy).

## Аналогичные реакторы
Конструкция, аналогичная той, что была у реактора X-10, использовалась при разработке реактора Уиндскейл в Камбрии (Англия), который создавался по заказу министерства снабжения Великобритании (англ. Ministry of Supply), а позже управлялся Институтом атомного оружия (англ. Atomic Weapons Establishment). На одном из двух реакторов Уиндскейл в 1957 году произошёл пожар.
Ещё один реактор, похожий на X-10, до сих пор используется — BR-1 в городе Мол (Бельгия), он используется в научных целях, в частности, для нейтронно-активационного анализа, экспериментов по физике нейтронов и калибровки измерительных устройств для ядерных установок.